# Simon Kros

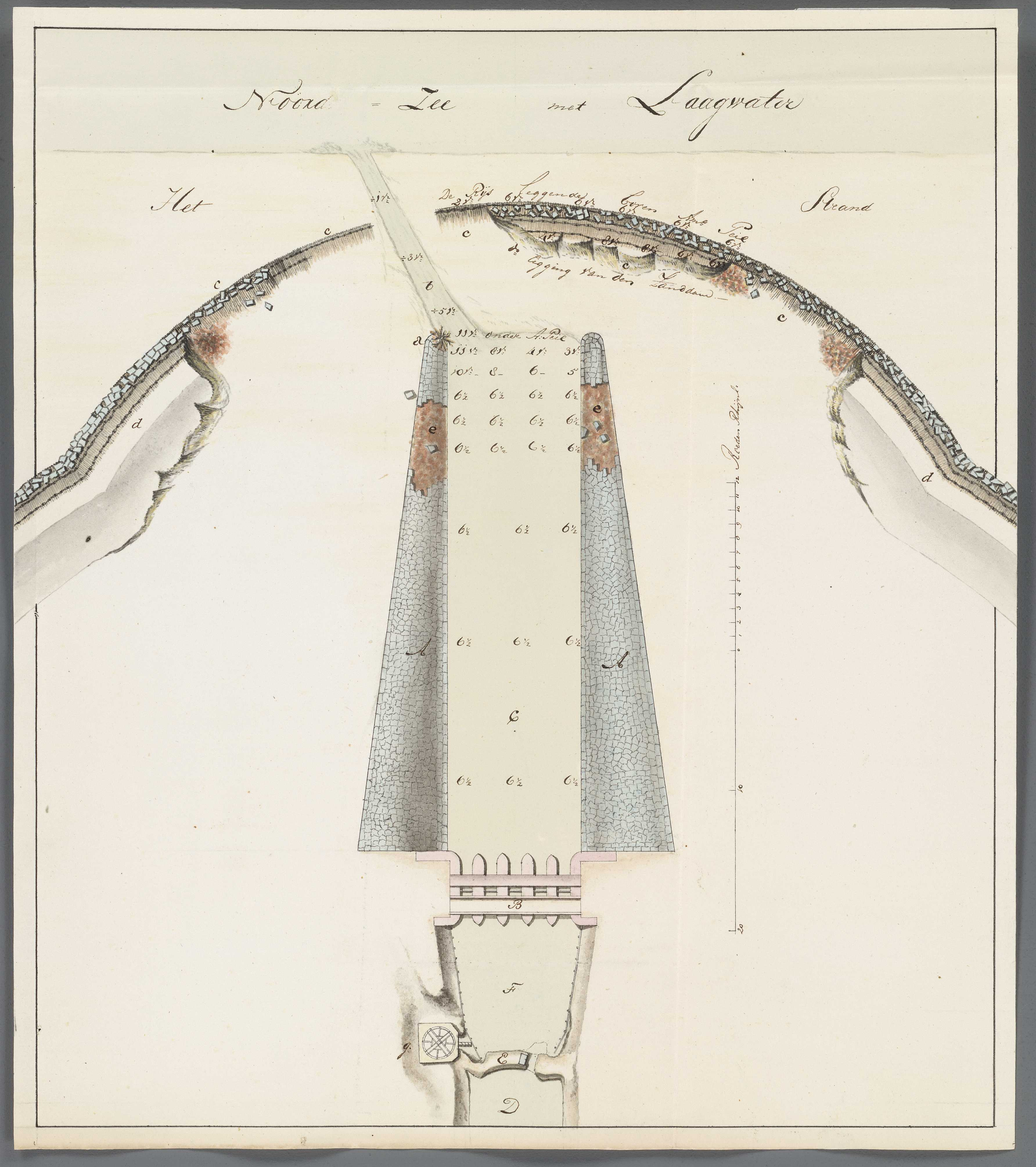
Uitwateringssluis van Katwijk, getekend door Simon Kros

Simon Kros (ook Sijmen Kros genaamd) (Spijk, 3 juli 1746 - Den Haag, 29 december 1813) was een Nederlands waterbouwkundige en sluis- en molenbouwer.
Tot ca. 1800 woonde en werkte hij in Dordrecht. Hij was met Frederik Willem Conrad Sr. en Arie Blanken de ontwerper en directeur van het uitwateringskanaal van Rijnland naar zee en de sluizen aan de mond van dat kanaal bij Katwijk. Tot de aanleg van dit kanaal werd door het Wetgevend Lichaam op 4 mei 1804 besloten. Op 7 augustus daarna werd met het grondwerk begonnen, in het voorjaar van 1805 werd de eerste steen gelegd en 21 oktober1807 werd het kanaal met de sluizen in tegenwoordigheid van koning Lodewijk geopend. De sluizen te Katwijk zijn samen 17 meter, die te Spaarndam bijna 41 meter wijd. Maar een voordeel bleek dadelijk, doordat van de 66 dagen in 1807, dat de sluizen te Katwijk in werking waren, daarmede gedurende 54 dagen geloosd kon worden en slechts gedurende 33 dagen met de sluizen te Spaarndam. Hij ontwierp en bouwde de molens voor de uiteindelijke droogmaking van de Nieuwkoopsche en Zevenhovensche Plassen (1809). In het archief van Rijnland bevinden zich 106 digitaal te raadplegen tekeningen van zijn hand.
Hij werkte ook aan de sluis voor de marine in Nieuwediep.
Naast zijn werk in Nederland werd ook in het buitenland in zijn vak geraadpleegd. In 1784 had hij een aandeel in de bouw van het Eider kanaal (Schleswig-Holstein kanaal), de voorganger van het Kieler kanaal.
Kros was gehuwd met Pieternella den Bouwmeester en had twee zonen, Arie Christiaan Kros en Jan Kros. Arie had een loopbaan bij Rijkswaterstaat.
Zijn zoon Jan Kros is geboren op 1 september 1797 in Nieuwkoop en overleden op 16 juni 1869 in Leiden. Hij werkte als landmeter en opzichter bij Rijnland, hij werd uiteindelijk (in 1865) hoofdopzichter. In het archief van het Hoogheemraadschap bevinden zich 236 tekeningen van Jan Kros, die digitaal raadpleegbaar zijn.
- Bibliothèque nationale de France: cb101844331 (data)
- Biografisch Portaal: 40279744
- International Standard Name Identifier: 0000 0003 9043 1957
- Virtual International Authority File: 203572931